# جامعه‌شناسی اینترنت

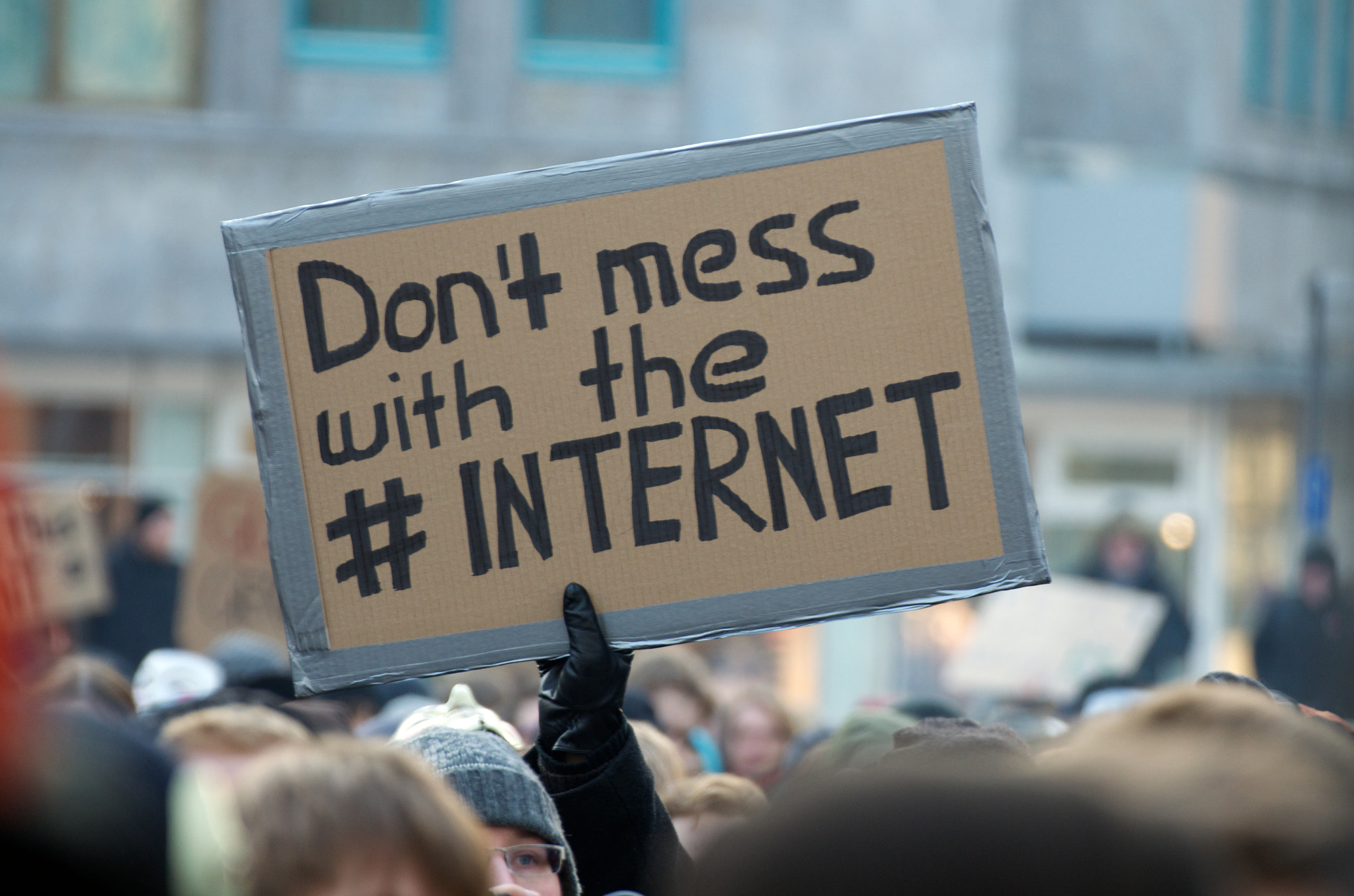
تظاهرات ضد سانسور اینترنتی در فرانکفورت آلمان.

جامعه‌شناسی اینترنت شامل کاربرد نظریه و روش جامعه شناختی در اینترنت به عنوان منبع اطلاعات و ارتباطات است. حوزه دانشگاهی مرتبط و همپوش جامعه‌شناسی دیجیتال بر درک استفاده از رسانه‌های دیجیتال به عنوان بخشی از زندگی روزمره تمرکز دارد و اینکه چگونه این فناوری‌های مختلف به الگوهای رفتار انسانی، روابط اجتماعی و خودانگاره‌ها کمک می‌کنند. جامعه شناسان به پیامدهای اجتماعی فناوری، شبکه‌های اجتماعی جدید، جوامع مجازی و راه‌های تعامل به وجود آمده و همچنین مسائل مربوط به جرایم سایبری توجه دارند.

اینترنت - جدیدترین نوآوری در یک سری پیشرفت‌های اطلاعاتی بزرگ - به طرق مختلف مورد توجه جامعه‌شناسان است: به عنوان ابزاری برای تحقیق (به عنوان مثال، در استفاده از پرسش‌نامه‌های آنلاین به جای پرسش‌نامه‌های کاغذی)، به‌عنوان بستری برای بحث و گفتگو، و به عنوان موضوعی برای تحقیق. . جامعه‌شناسی اینترنت به معنای دقیق‌تر به تجزیه و تحلیل جوامع آنلاین (مثلاً در گروه‌های خبری)، جوامع مجازی و جهان‌های مجازی، تغییرات سازمانی که از طریق رسانه‌های جدید مانند اینترنت سرعت می‌یابد، و تغییرات اجتماعی به‌طور کلی در دگرگونی از جامعه صنعتی تا اطلاعاتی (یا جامعه اطلاعاتی). جوامع آنلاین را می‌توان از طریق تجزیه و تحلیل شبکه به صورت آماری و در عین حال به صورت کیفی مانند از طریق قوم نگاری مجازی تفسیر و مطالعه کرد. تغییرات اجتماعی را می‌توان از طریق آمار جمعیتی یا از طریق تفسیر تغییر پیام‌ها و نمادها در مطالعات رسانه‌های آنلاین مورد مطالعه قرار داد.

## ظهور این رشته
اینترنت یک پدیده نسبتاً جدید است. همان‌طور که رابرت دارنتون نوشت، اینترنت یک تغییر انقلابی است که «بسته به اینکه چگونه آن را اندازه‌گیری کنید، دیروز یا روز قبل رخ داده.» اینترنت از ARPANET در سال ۱۹۶۹ میلادی توسعه یافته‌است و کلمه «اینترنت» به عنوان یک اصطلاح در سال ۱۹۷۴ ابداع شد. شبکه جهانی وب همان‌طور که می‌شناسیم در اواسط دهه ۱۹۹۰ شکل گرفت، زمانی که رابط گرافیکی و خدماتی مانند ایمیل محبوب شدند و به مخاطبان و اجازه خدمات تجاری گسترده‌تری (غیر علمی و غیرنظامی) را دادند. اینترنت اکسپلورر اولین بار در سال ۱۹۹۵ منتشر شد. نت اسکیپ یک سال قبل. گوگل در سال ۱۹۹۸ تأسیس شد. ویکی‌پدیا در سال ۲۰۰۱ تأسیس شد. فیس بوک، مای اسپیس و یوتیوب در اواسط دهه ۲۰۰۰ میلادی. مفهوم مناقشه برانگیز وب ۲٫۰ نیز در حال ظهور است. میزان اطلاعات موجود در شبکه اینترنت و تعداد کاربران اینترنت در سراسر جهان به سرعت در حال افزایش است. اصطلاح " جامعه‌شناسی دیجیتال " اکنون به‌طور فزاینده ای برای نشان دادن مسیرهای جدید در تحقیقات جامعه شناختی در فناوری‌های دیجیتال از وب ۲٫۰ مورد استفاده قرار می‌گیرد.